# 硫氢化钠
硫氢化钠，化学式為NaHS，水溶液呈鹼性。

## 制备

### 实验室制法
实验室中可通过无水乙醇钠与硫化氢反应制得硫氢化钠：
{\displaystyle {\rm {\ C_{2}H_{5}ONa+H_{2}S\rightarrow NaHS+C_{2}H_{5}OH}}}
或将硫化氢通入硫化钠溶液反应制得硫氢化钠：
{\displaystyle {\rm {\ H_{2}S+Na_{2}S\rightarrow 2NaHS}}}

## 用途
硫氢化钠可用作多组分反应Asinger反应中的试剂，与α-卤代醛、氨和另一分子羰基化合物（醛或酮）反应，生成3-噻唑啉环系。